# Lliga anglesa de futbol
|  | Aquest article tracta sobre la competició fins a 1992. Si cerqueu l'actual, vegeu «FA Premier League». |

La lliga anglesa de futbol (The Football League o, actualment per raons de patrocini Coca-Cola Football League) ha estat històricament la màxima competició per a clubs de futbol a Anglaterra.
En l'actualitat, arran de l'aparició de la FA Premier League, la Football League comprèn les categories del futbol anglès corresponents a la segona divisió o Football League Championship, la tercera divisió o Football League One i la quarta divisió o Football League Two.

## Història
La lliga anglesa de futbol va ser fundada l'any 1888 per 12 clubs. El 1892 va absorbir una lliga rival, la Football Alliance, i es creà una segona divisió (Second Division) passant la màxima categoria a anomenar-se First Division (primera divisió). El 1920, la lliga va permetre l'entrada de nous clubs que provenien de la Southern League i es creà una tercera divisió, la Third Division. Un any més tard es van admetre equips que provenien de la zona nord d'Anglaterra. La Third Division passà a dir-se Third Division South i la nova divisió s'anomenà Third Division North. Ambdues divisions es disputaven en paral·lel i els dos campions pujaven a la segona divisió.
L'any 1958 aquestes dues categories es van fusionar i van donar lloc a la recuperada Third Division i a la nova Fourth Division. Aquesta situació es mantingué fins a l'any 1992. A la recerca de majors ingressos econòmics, els clubs de la màxima categoria van decidir separar-se de la Football League i crear una nova categoria autogestionada anomenada Premier League. Tota la resta de categories van ser reanomenades, adoptant la segona divisió a dir-se First Division, la tercera Second, la quarta Third i desapareixent, com a conseqüència la Fourth Divsion. Finalment, l'any 2004 es procedí a un canvi complet de denominacions i s'adoptaren els actuals Football League Championship, Football League One i Football League Two. La Football League, que va arribar a tenir 92 equips l'any 1952, està composta actualment per 72 equips on no estan inclosos els 20 que formen la Premier League.

## Historial
| - 1888-89: Preston North End F.C. (1) - 1889-90: Preston North End F.C. (2) - 1890-91: Everton F.C. (1) - 1891-92: Sunderland A.F.C. (1) - 1892-93: Sunderland A.F.C. (2) - 1893-94: Aston Villa F.C. (1) - 1894-95: Sunderland A.F.C. (3) - 1895-96: Aston Villa F.C. (2) - 1896-97: Aston Villa F.C. (3) - 1897-98: Sheffield United F.C. (1) - 1898-99: Aston Villa F.C. (4) - 1899-00: Aston Villa F.C. (5) - 1900-01: Liverpool FC (1) - 1901-02: Sunderland A.F.C. (4) - 1902-03: The Wednesday F.C. (1) - 1903-04: The Wednesday F.C. (2) - 1904-05: Newcastle United F.C. (1) - 1905-06: Liverpool FC (2) - 1906-07: Newcastle United F.C. (2) - 1907-08: Manchester United F.C. (1) - 1908-09: Newcastle United F.C. (3) - 1909-10: Aston Villa F.C. (6) - 1910-11: Manchester United F.C. (2) - 1911-12: Blackburn Rovers FC (1) - 1912-13: Sunderland A.F.C. (5) - 1913-14: Blackburn Rovers FC (2) - 1914-15: Everton F.C. (2) - 1915-19: no es disputà degut a la I GM - 1919-20: West Bromwich Albion F.C. (1) - 1920-21: Burnley F.C. (1) - 1921-22: Liverpool FC (3) - 1922-23: Liverpool FC (4) | - 1923-24: Huddersfield Town F.C. (1) - 1924-25: Huddersfield Town F.C. (2) - 1925-26: Huddersfield Town F.C. (3) - 1926-27: Newcastle United F.C. (4) - 1927-28: Everton F.C. (3) - 1928-29: Sheffield Wednesday F.C. (3) - 1929-30: Sheffield Wednesday F.C. (4) - 1930-31: Arsenal FC (1) - 1931-32: Everton F.C. (4) - 1932-33: Arsenal FC (2) - 1933-34: Arsenal FC (3) - 1934-35: Arsenal FC (4) - 1935-36: Sunderland A.F.C. (6) - 1936-37: Manchester City F.C. (1) - 1937-38: Arsenal FC (5) - 1938-39: Everton F.C. (5) - 1939-40: abandonada degut a la II GM - 1940-46: no es disputà degut a la II GM - 1946-47: Liverpool FC (5) - 1947-48: Arsenal FC (6) - 1948-49: Portsmouth F.C. (1) - 1949-50: Portsmouth F.C. (2) - 1950-51: Tottenham Hotspur F.C. (1) - 1951-52: Manchester United F.C. (3) - 1952-53: Arsenal FC (7) - 1953-54: Wolverhampton Wanderers F.C. (1) - 1954-55: Chelsea F.C. (1) - 1955-56: Manchester United F.C. (4) - 1956-57: Manchester United F.C. (5) - 1957-58: Wolverhampton Wanderers F.C. (2) - 1958-59: Wolverhampton Wanderers F.C. (3) - 1959-60: Burnley F.C. (2) | - 1960-61: Tottenham Hotspur F.C. (2) - 1961-62: Ipswich Town F.C. (1) - 1962-63: Everton F.C. (6) - 1963-64: Liverpool FC (6) - 1964-65: Manchester United F.C. (6) - 1965-66: Liverpool FC (7) - 1966-67: Manchester United F.C. (7) - 1967-68: Manchester City F.C. (2) - 1968-69: Leeds United F.C. (1) - 1969-70: Everton F.C. (7) - 1970-71: Arsenal FC (8) - 1971-72: Derby County F.C. (1) - 1972-73: Liverpool FC (8) - 1973-74: Leeds United F.C. (2) - 1974-75: Derby County F.C. (2) - 1975-76: Liverpool FC (9) - 1976-77: Liverpool FC (10) - 1977-78: Nottingham Forest F.C. (1) - 1978-79: Liverpool FC (11) - 1979-80: Liverpool FC (12) - 1980-81: Aston Villa F.C. (7) - 1981-82: Liverpool FC (13) - 1982-83: Liverpool FC (14) - 1983-84: Liverpool FC (15) - 1984-85: Everton F.C. (8) - 1985-86: Liverpool FC (16) - 1986-87: Everton F.C. (9) - 1987-88: Liverpool FC (17) - 1988-89: Arsenal FC (9) - 1989-90: Liverpool FC (18) - 1990-91: Arsenal FC (10) - 1991-92: Leeds United F.C. (3) |

A partir d'aquesta temporada, els clubs de la màxima categoria del futbol anglès passen a disputar la FA Premier League i, per tant, aquesta categoria esdevingué la segona divisió del futbol del país.